# کریستوفان دل آلتیسیمو
کریستوفان دل آلتیسیمو (ایتالیایی: Cristofano di Papi dell'Altissimo) نقاشی ایتالیایی و ساکن فلورانس بود که در سال‌های (۱۵۲۵–۱۶۰۵میلادی) می‌زیست.
بیشتر آثار او در گالری اوفیتزی، فلورانس نگهداری می‌شوند.

## نگارخانه

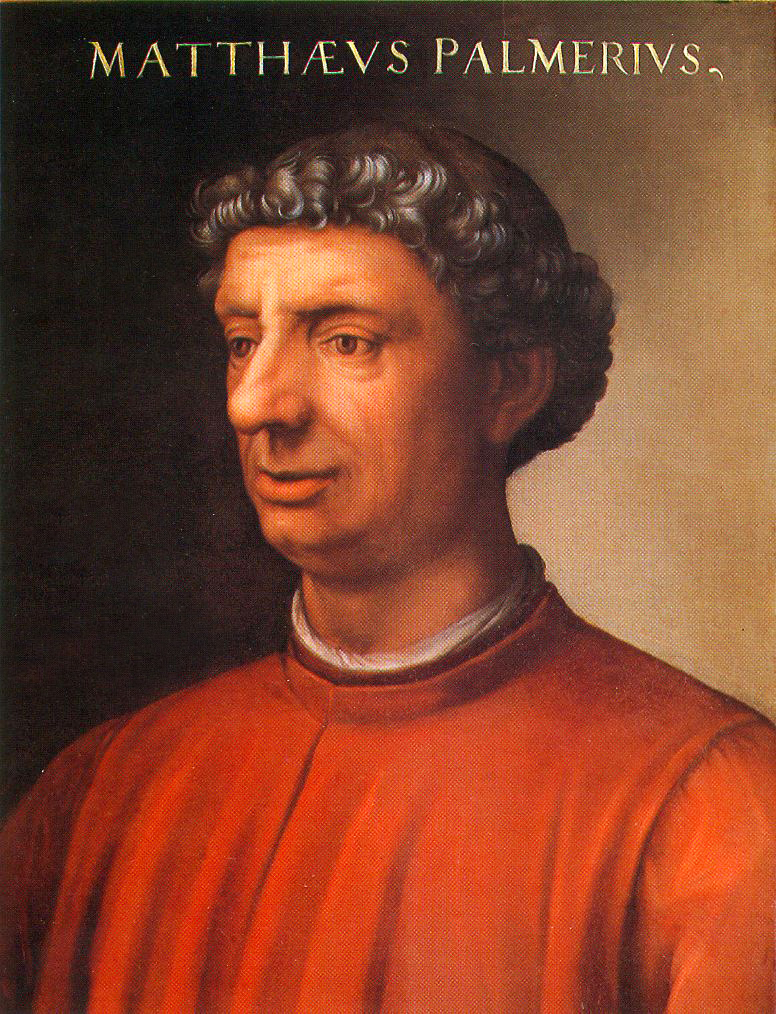
نگاره طراحی شده توسط آلتیسیمو از ماتئو دی مارکو پالمیری اومانیست و مورخ مشهور فلورانسی (۱۴۰۶-۱۴۷۵)
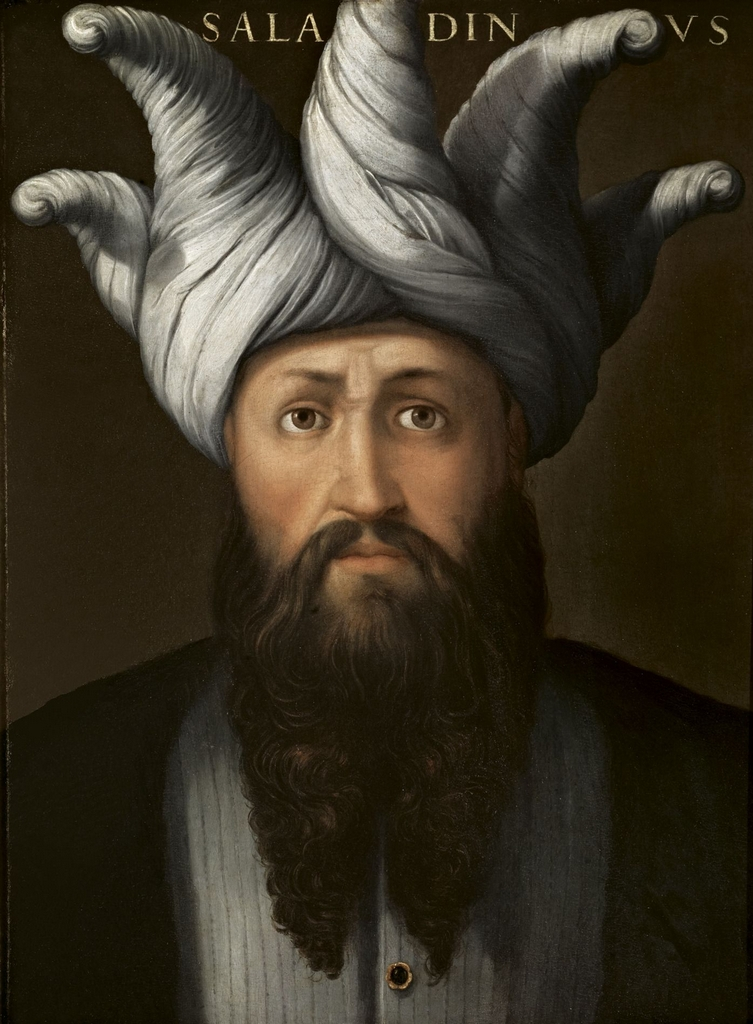
نگاره طراحی شده توسط آلتیسیمو از صلاح الدین ایوبی از پادشاهان مسلمان دوران جنگ‌های صلیبی (۱۱۳۷–۱۱۹۳)
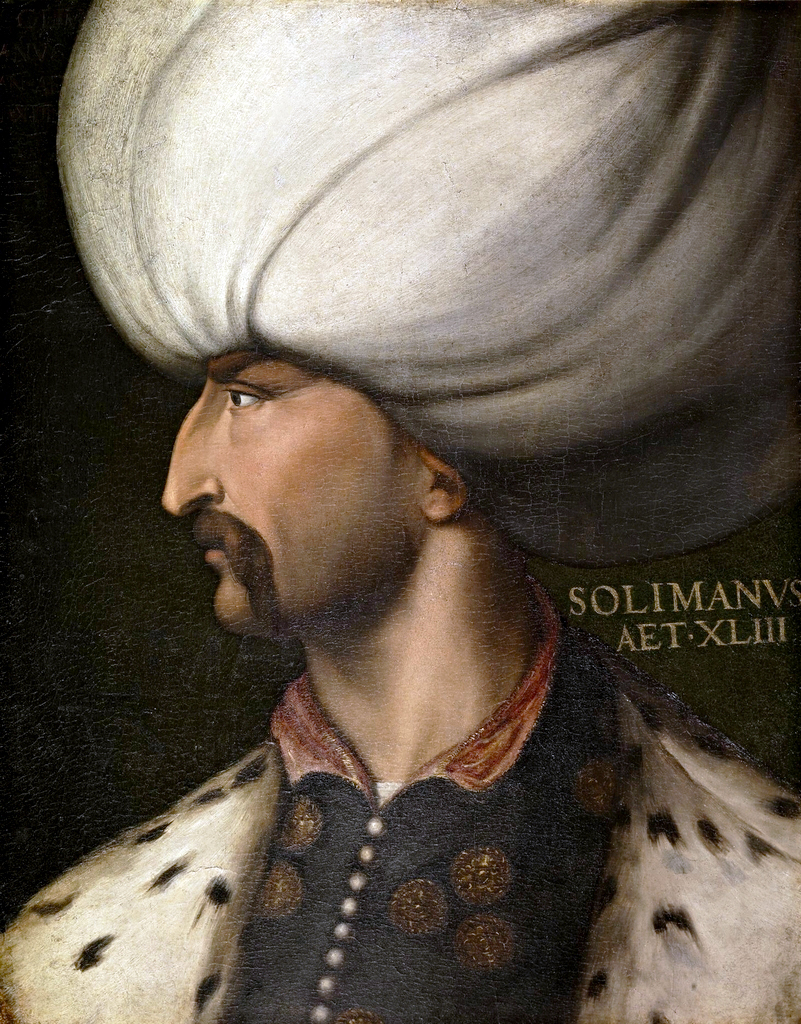
نگاره طراحی شده توسط آلتیسیمو از سلطان سلیمان، قدرتمندترین امپراتور عثمانی (۱۴۹۴–۱۵۶۶)
نگاره طراحی شده توسط آلتیسیمو از شاه اسماعیل یکم، شاهنشاه و بنیان‌گذار سلطنت صفوی (۱۴۸۷–۱۵۲۴)
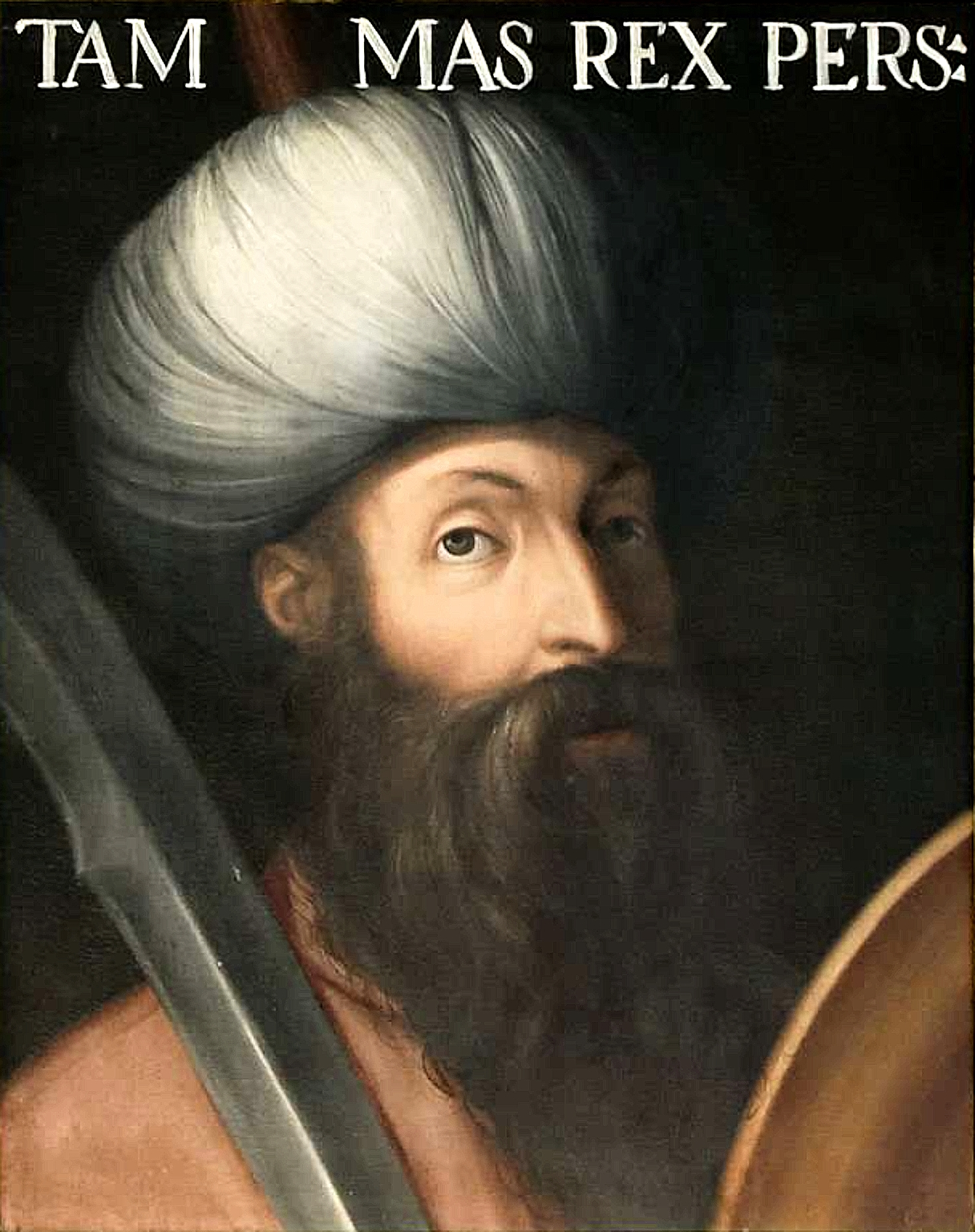
نگاره طراحی شده توسط آلتیسیمو از شاه تهماسب یکم، دومین شاهنشاه سلطنت صفوی (۱۵۱۴–۱۵۷۶)